# حادثة الخطوط الجوية التركية 1959
حادثة الخطوط الجوية التركية 1959 حصلت بتاريخ 17 فبراير 1959 بالقرب من مطار لندن جاتويك (إياتا: LGW، إيكاو: EGKK) لطائرة من نوع فايكرز فسكونت 793 تابعة للخطوط الجوية التركية ورقم التسجيل هو TC-SEV في رحلة طيران حكومية دولية خاصة من مطار ايسنبوغا الدولي (إياتا: ESB، إيكاو: LTAC) أنقرة، تركيا متجهة إلى مطار لندن هيثرو (إياتا: LHR، إيكاو: EGLL) المملكة المتحدة، حاملة معها رئيس الوزراء التركي عدنان مندريس وعددا من أعضاء الحكومة، وقد اصطدمت في غابة تبعد 3 ميل (4.8 كـم) عن حافة مدرج هبوط الطائرات خلال الوصول النهائي للهبوط في ضباب كثيف. وقد مات جراء الحادث خمسة من الطاقم الثمانية وتسعة من الركاب الستة عشر، وقد كان رئيس الوزراء من ضمن العشر الذين نجوا من الحادث.
كان رئيس الوزراء التركي عدنان مندريس ومعه أعضاء الحكومة في طريقهم إلى العاصمة البريطانية للتوقيع على معاهدة لندن لحل قضية قبرص مع رئيس الوزراء البريطاني هارولد ماكميلان واليوناني قسطنطين كارامانليس، والتي أعطت الحق للأطراف الثلاثة بالتدخل في قبرص في حالة محاولة أي حزب من الأحزاب تقويض السلام.

## الرحلة
غادرت تلك الرحلة الخاصة من مطار ايسنبوغا الدولي متجهة إلى مطار لندن هيثرو مرورا مطار أتاتورك الدولي إسطنبول (إياتا: IST، إيكاو: LTBA) ومطار ليوناردو دا فينشي روما (إياتا: FCO، إيكاو: LIRF). وغادرت الطائرة روما الساعة 13:02 واتصلت بخطوط لندن الساعة 15:56 فوق أبيفيل قبل مغادرتها الأجواء الفرنسية. وقد اعطي لطائرة TC-SEV الأذن من المراقبة الجوية لمحطة راديو أبسوم، وفوق منطقة أبسوم بالساعة 16:21 أعطيت التعليمات لقائد الطائرة التركية بتحويل رحلته إلى مطار جاتويك بسبب الضباب الكثيف وضعف مدى الرؤية في هيثرو.

## الحادث
غادرت طائرة رئيس الوزراء التركي نطاق ابسوم الساعة 16:27 وهي على ارتفاع 6,000 قدم (1,800 م) إلى مايفيلد، شرق ساسكس وهي نقطة الانتظار الجوي لجاتويك. وقد أبلغ محطة مركز التحكم للمطار قائد الطائرة بأن سيتم هبوطه بواسطة رادار نظام الهبوط في المدرج الشرقي 09
وكانت آخر الأحوال الجوية الفعلية الملاحظة في مطار جاتويك هو رياح سطحية هادئة، مدى الرؤية 1,800 يارد (1,600 م)، ضباب، لا توجد غيوم منخفضة، والضباب الأرضي من 1 قدم (0.30 م) إلى 5 قدم (1.5 م).
وكان تقرير الطقس الذي وصل للطائرة هو «رياح سطحية هادئة، مدى الرؤية 1.1 ميل بحري، ضباب الغيوم هي 3 أوكتا على ارتفاع 800 قدم، وQFE هو 1036» وهو ما أخبر به قائد الطائرة.
في الساعة 16:34 أبلغ قائد الطائرة بأن عليه النزول إلى منطقة الانتظار الجوي على ارتفاع 4,000 قدم (1,200 م) عند الوصول إلى منارة مايفيلد اللاتجاهية وعليه مراقبة الوجهة إلى 280 درجة ومن ثم يستمر بالنزول إلى 2,000 قدم (610 م).م
عند الوصول إلى طريق رادار نظام الهبوط (ILS)، تجاوزت الطائرة خط المنتصف قليلا. على 5 ميل بحري (9.3 كـم) من نقطة لمس المدرج، أكدت القائد بأنه بإمكانه الاستمرار الهبوط مع نظام الهبوط ILS. وفي الساعة 16:38 طُلب من الطيار بتغيير الموجة إلى تردد البرج وقد تم الإقرار بذلك. وكانت تلك آخر اتصال مع الطائرة.
وكانت شاشات الرادار تراقب الطائرة خلال وصولها طريق الخط الأوسط للمدرج حتى اختفت فجأة من الشاشات على بعد 3 ميل بحري (5.6 كـم) من حافة المدرج. وقد تم الاعتقاد بأن الطائرة ارتطمت بالأرض في اللحظة التي لم يتم استقبال أي رد أو اتصال راديوي منها.